# Jalia
Jalia är en ort i Indien.   Den ligger i distriktet Rājkot och delstaten Gujarat, i den västra delen av landet, 1 000 km sydväst om huvudstaden New Delhi. Jalia ligger 61 meter över havet och antalet invånare är 5 500.
Terrängen runt Jalia är platt, och sluttar söderut. Runt Jalia är det tätbefolkat, med 297 invånare per kvadratkilometer. Närmaste större samhälle är Upleta, 6,4 km söder om Jalia. Trakten runt Jalia består till största delen av jordbruksmark.